# Barwienie płomienia palnika

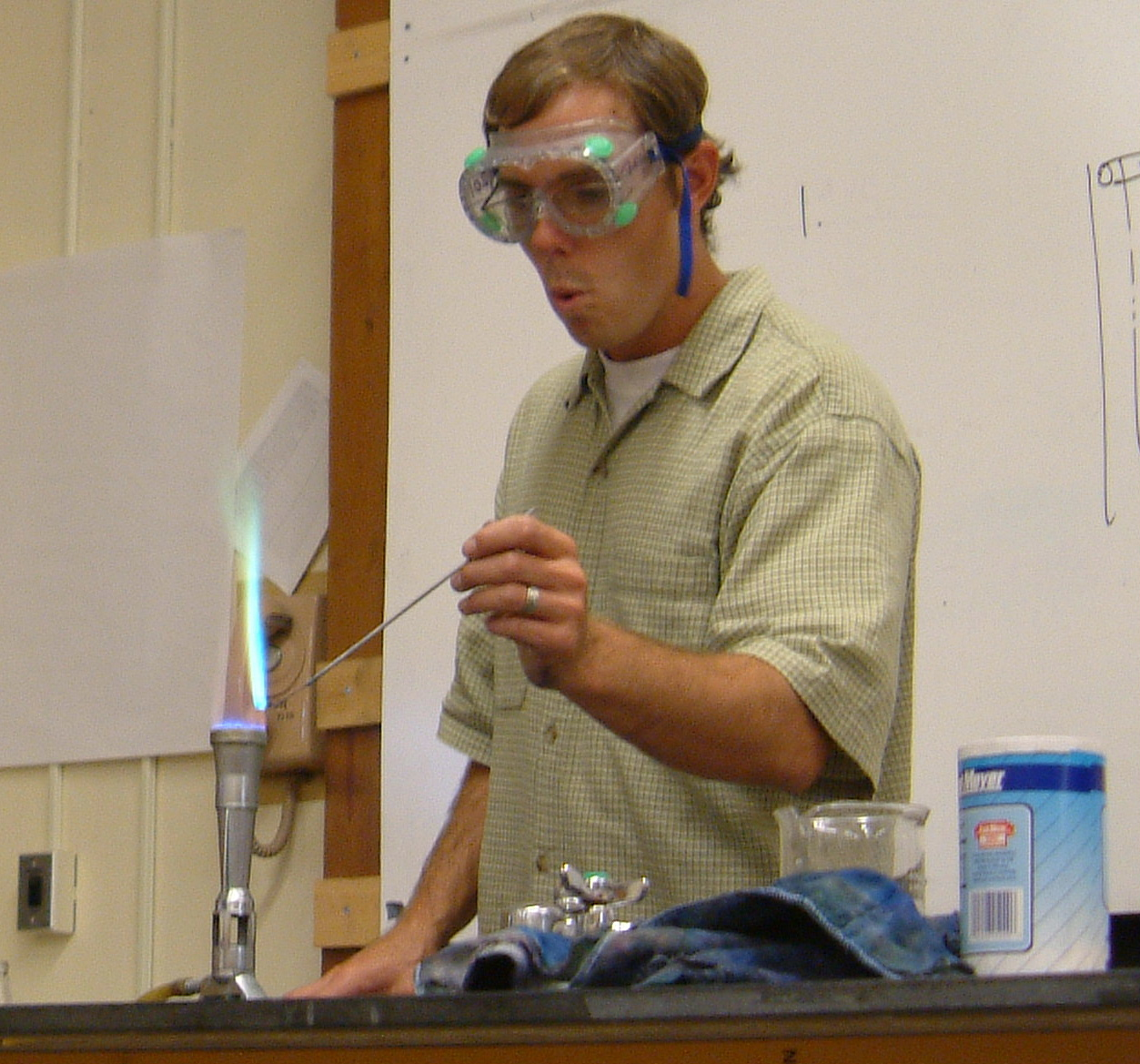
Wykonywanie testu barwienia płomienia

Barwienie płomienia palnika – technika stosowana w chemicznej analizie jakościowej polegająca na umieszczaniu próbki w płomieniu palnika i obserwowaniu zmian zabarwienia płomienia.
W wysokiej temperaturze związki niektórych metali wyparowują, a ich pary pobudzone do świecenia zabarwiają płomień palnika w charakterystyczny dla siebie sposób. Zabarwienie to jest efektem wzbudzenia atomów metali w płomieniu, które wracając do stanu podstawowego emitują kwant światła o ściśle określonej długości fali. Należy podkreślić, że w przypadku większości pierwiastków obserwuje się emisję światła jedynie od elektrycznie obojętnych atomów, a nie jonów. Przykładowo gdy do płomienia wprowadzimy jon sodu to w pierwszej kolejności ulega on rekombinacji z wolnym elektronem, a dopiero potem w wyniku kolejnego zderzenia może dojść do wzbudzenia i relaksacji, której towarzyszy emisja pomarańczowego światła o długości fali równej 589 nm. Różnica energii między poziomami w przypadku tego przejścia jest niewielka i wynosi 2,1 eV, podczas gdy najniższe poziomy wzbudzone dla jonu sodu mają energię ponad 30 eV i są nieosiągalne w płomieniu. Świecenie jonów w płomieniu można zaobserwować jedynie w przypadku berylowców – choć i w tym przypadku intensywność emisji atomów jest wielokrotnie wyższa. W wielu przypadkach barwa ta jest na tyle charakterystyczna, że w połączeniu z innymi technikami analitycznymi umożliwia niemal stuprocentową pewność obecności danego metalu w próbce.

## Warunki poprawności wykonania testu barwienia

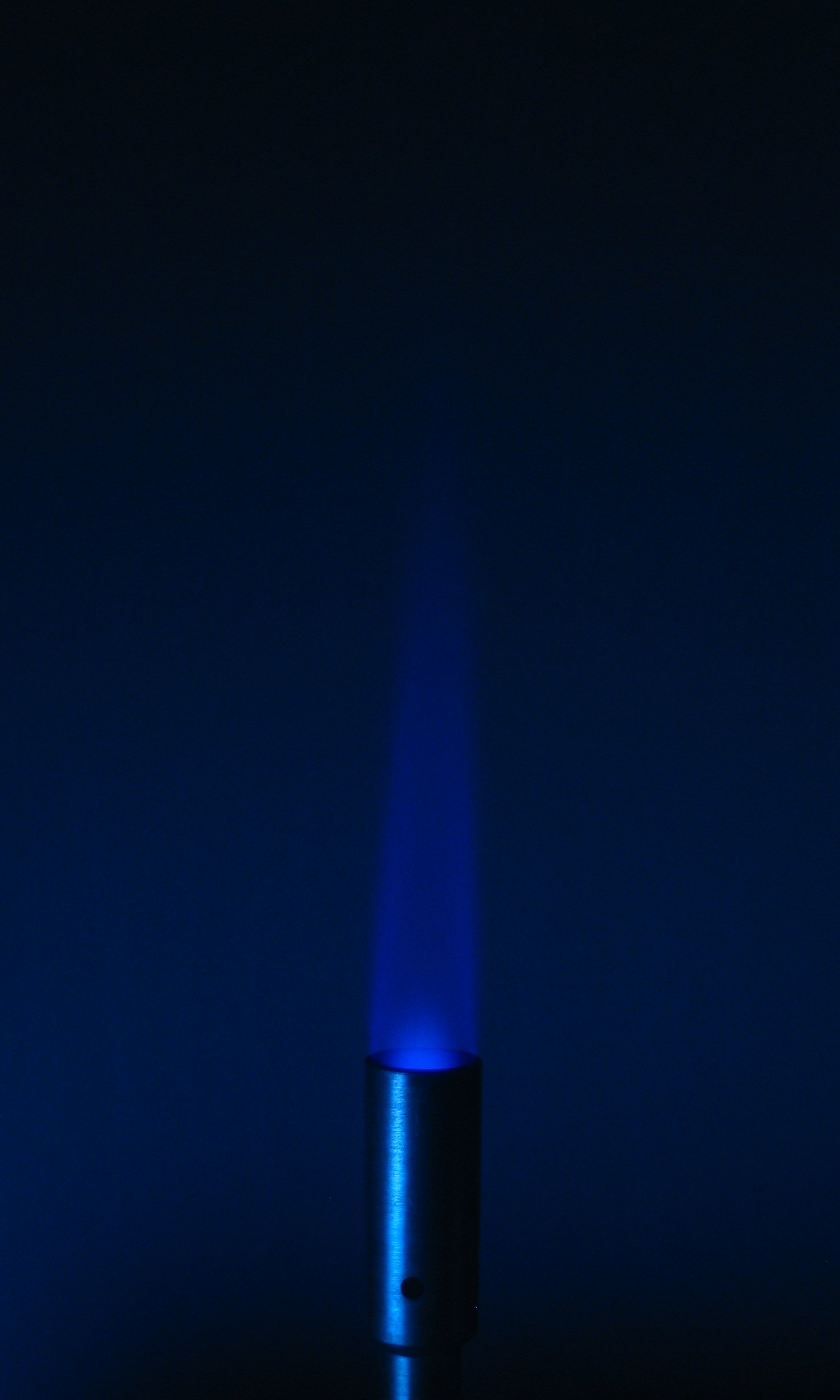
Idealny płomień do analizy widoczny w ciemnościach przez okulary ze szkła kobaltowego

Technika ta, jakkolwiek pozornie prosta, wymaga stosowania specjalnego sprzętu i procedury:
- szczypce laboratoryjne lub specjalna łyżeczka do spalań sama nie może barwić płomienia; najczęściej są one wykonywane z platyny i przed ich użyciem należy je wyprażyć, aby pozbyć się z ich powierzchni jonów sodowych pochodzących z wody, które zabarwiają płomień na żółto;
- płomień palnika musi być maksymalnie bezbarwny; w przypadku najczęściej stosowanych palników gazowych muszą one być tak skonstruowane, aby tworzyć spokojny, stojący płomień z białym środkiem i dużą, jasnoniebieską, ledwo widoczną obwódką;
- obserwacja zmiany barwy palnika musi być dokonana na białym tle (np. na tle czystych kafelków w laboratorium), w pomieszczeniu z białym oświetleniem lub w ciemności;
- czasami, aby odfiltrować żółtą barwę płomienia od jonów sodowych, stosuje się szkło kobaltowe, które absorbuje światło o tej barwie.

## Kolory i metale

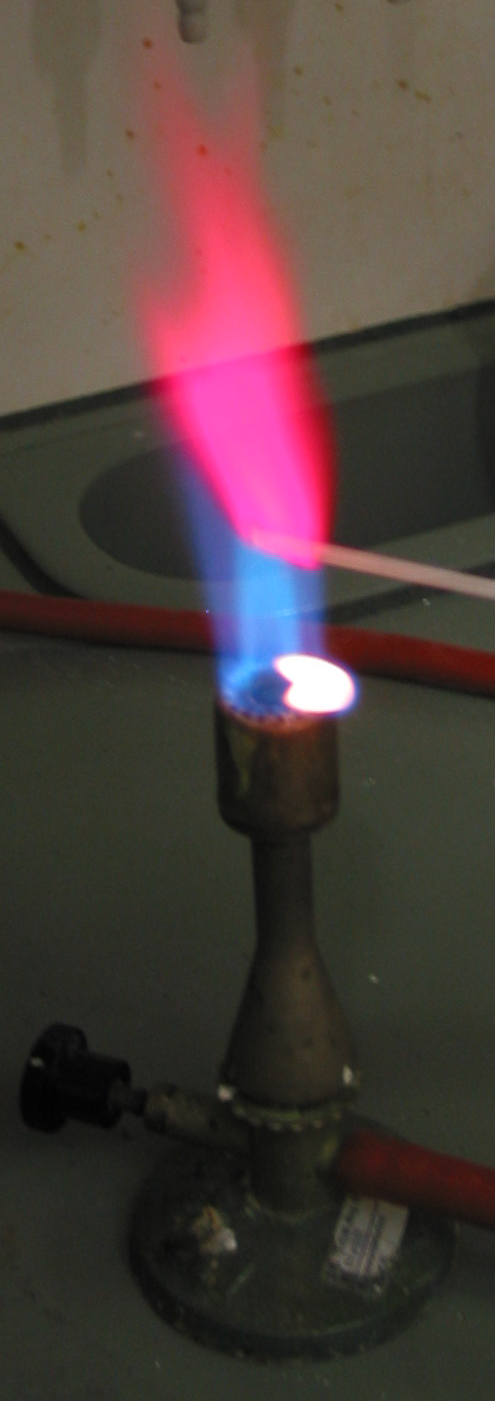
Karminowe zabarwienie płomienia od jonów litu

Jon i odpowiadająca mu barwa płomienia:
Kationy metali I grupy głównej
- Li+ – karminowy, ciemnoczerwony i wiśniowoczerwony
- Na+ – intensywnie żółty
- K+ – różowy i różowofioletowy
- Rb+ – purpurowy i jasnofioletowy
- Cs+ – niebieski i niebieskofioletowy

Kationy metali II grupy głównej
- Ca2+ – ceglastoczerwony
- Sr2+ – karminowoczerwony
- Ba2+ – jasnozielony i żółtozielony
- Ra2+ – karminowoczerwony

Kationy lantanowców
- Eu3+ – czerwony

Kationy metali XI grupy pobocznej
- Cu2+ (halogenki) – niebieskozielony
- Cu2+ (inne sole) – zielony
- Cu+ – niebieski

Kationy metali III grupy głównej
- Ga3+ – fioletowy i niebieskofioletowy
- In3+ – indygo[1]
- Tl+ – zielony